# Mischmetal

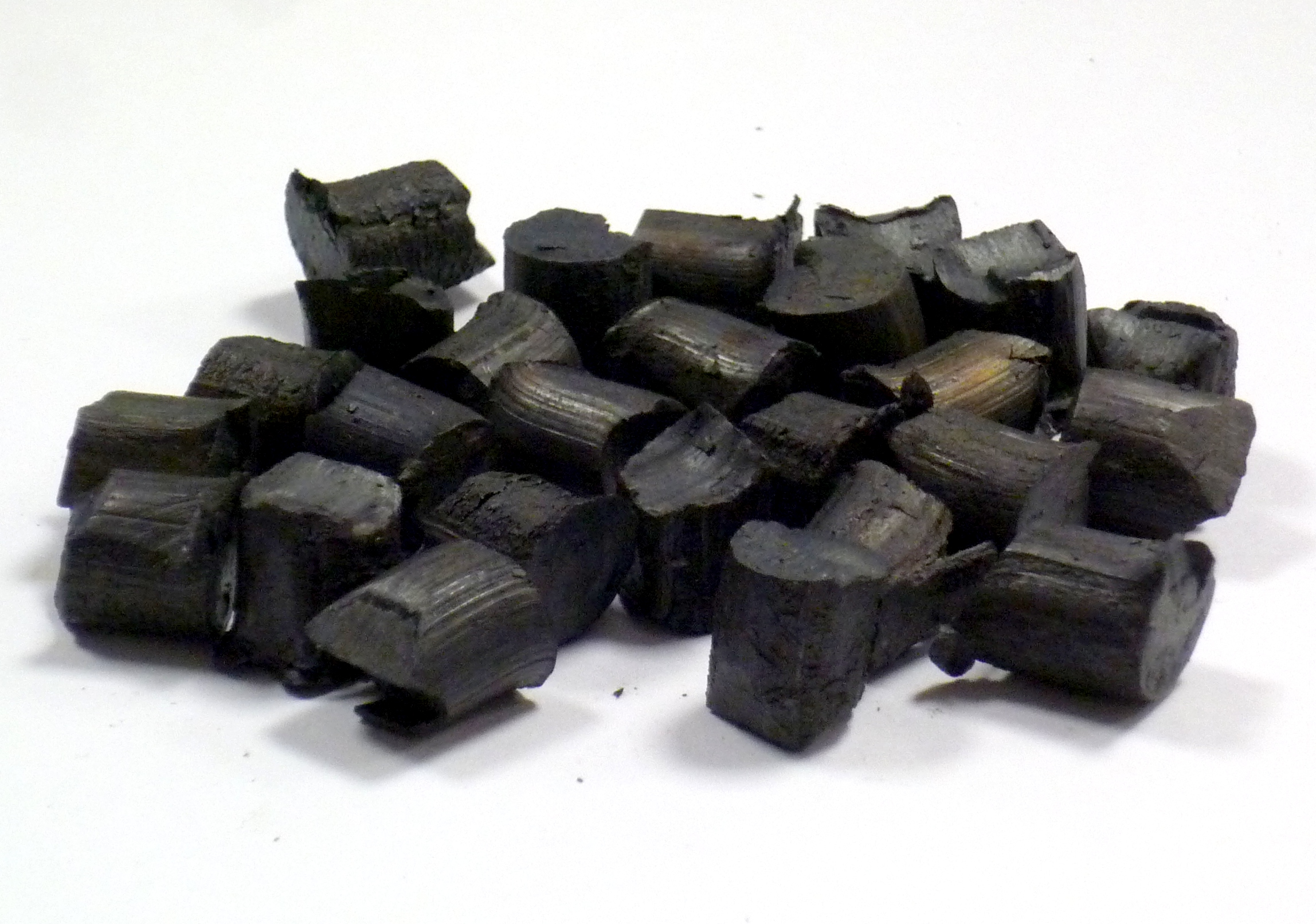
Câteva bucăţi de mischmetal

Mischmetalul (din cuvântul german Mischmetall - "metal amestecat") este un aliaj de elemente chimice rare în proporții variate. Mai este cunoscut și ca mischmetal de ceriu, mischmetal de pământuri rare sau misch metal.